# Titres et dénominations dans la société musulmane
Dans la société musulmane, et à travers son histoire, des titres et dénominations ont été attribués à certaines personnes qui occupaient des fonctions particulières.

Voici une liste non exhaustive de ces titres et dénominations:

## Cadi
Le cadi est, dans le système judiciaire musulman, le représentant de la justice ordinaire, par opposition aux autres magistrats ou fonctionnaires de divers ordres, qui exercent une justice extraordinaire.